# Tetrakain
A tetrakain (INN: tetracaine) egy erős helyi érzéstelenítő gyógyszer, amely az aminoészterek közé tartozik. Helyileg alkalmazzák a szemészetben érzéstelenítő, viszketésgátlóként valamint gerincvelői anesztéziában. A VIII. Magyar Gyógyszerkönyvben tetrakain-hidroklorid (Tetracaini hydrochloridum)  néven hivatalos.  